# Protictis
Protictis — вимерлий рід хижоподібних ссавців з родини Viverravidae, відомий з пізнього палеоцену та раннього еоцену Північної Америки (США, Канада).

## Опис
Protictis був схожою на мангуста твариною, легкої будови. Частини скелета P. haydenianus відомі, і цей вид мав довжину приблизно 75 см, що можна порівняти зі спорідненими Didymictis і сучасними віверами. Череп P. simpsoni показує, що цей вид був більшим за P. haydenianus. P. minor, з іншого боку, був меншим за P. haydenianus. Морфологія кісток кінцівок P. haydenianus вказує на скансорний (пристосований для лазіння) спосіб життя. У Protictis було вдвічі більше зубів, ніж у сучасних хижих. Довгі й гострі зуби показують, що комахи були основним компонентом дієти. Зір і слух були важливими органами чуття, але положення очних ямок показує, що тривимірний зір був не так добре розвинутий, як у сучасних хижих.